# ケルビン・ヘルムホルツ機構
ケルビン・ヘルムホルツ機構（ケルビン・ヘルムホルツきこう、英: Kelvin–Helmholtz mechanism）は、恒星や惑星の表面の温度が下がった時に生じる天文学的過程である。冷えることによって圧力が低下し、結果として恒星や惑星は縮む。しかし今度は、この収縮によって、恒星や惑星の核の温度は上昇する。木星、土星及び中心部の温度が核融合を起こすほど高くない褐色矮星では、この機構が存在する証拠が得られている。木星は、この機構によって、太陽から受けるよりも多くのエネルギーを放射していると推定されるが、土星はそうではないと考えられている。
この機構は、19世紀末にケルビン卿として知られるウィリアム・トムソンとヘルマン・フォン・ヘルムホルツによって、太陽のエネルギー源を説明するために提案された。19世紀中頃、エネルギー保存の法則が受け入れられ、この法則の帰結の1つとして、太陽が輝き続けるためには、何らかのエネルギー源が必要という問題が持ち上がった。核反応が未知であったため、太陽エネルギーの源の主要候補は、重力収縮であると考えられた。
しかし、すぐにアーサー・エディントンらにより、地質学的や生物学的な証拠により地球の年齢が数十億歳であるのに対して、この機構によって得られるエネルギー量では、太陽は数百万年しか輝けないことが明らかとされた。太陽エネルギーの真の源については、1930年代にハンス・ベーテが核融合によるものであることを明らかにするまでは、不明なままであった。

## ケルビン・ヘルムホルツ機構によるエネルギーの生産
この仮説では、太陽の収縮による重力位置エネルギーが太陽のエネルギー源になっているとされる。単一密度であると仮定して、この機構で太陽から放出されるエネルギーの量を計算するために、太陽を同心の殻で構成された完全な球体であると近似する。重力位置エネルギーは、この球の中心から外層半径までの積分値として得られる。
ニュートン力学に基づく重力位置エネルギーは、以下のように定義される。
{\displaystyle U=-{\frac {Gm_{1}m_{2}}{r}}}
ここで、G は重力定数、この場合の2つの質量 m1, m2 は、厚さ dr の薄い殻の質量と、半径 r の球内に含まれる質量 m(r) である。これらを代入して半径 r を 0 から外層半径 R まで積分すると次の式が得られる。
{\displaystyle U=-G\int _{0}^{R}{\frac {m(r)\cdot 4\pi r^{2}\rho }{r}}\,dr}
積分が可能になるように m(r) を体積 4πr3/3 と密度 ρ の積に置き換えると、
{\displaystyle U=-G\int _{0}^{R}{\frac {4\pi r^{3}\rho 4\pi r^{2}\rho }{3r}}\,dr=-{\frac {16}{15}}G\pi ^{2}\rho ^{2}R^{5}}
再び球の質量 M = 4/3πR3ρ で置き直すと、最終的に解は次のようになる。
{\displaystyle U=-{\frac {3M^{2}G}{5R}}}
実際には密度 ρ は一定ではないが、既知の太陽の質量と半径を代入し、既知の太陽の光度 L で除することで、太陽の年齢のおおよその桁数の推定値を得ることができる。ただしこれには、太陽のエネルギー放出量は常に一定であるという別の近似も含まれている（実際はそうではない）。
{\displaystyle {\frac {U}{L_{\bigodot }}}\approx {\frac {2.3\times 10^{41}\ \mathrm {J} }{4\times 10^{26}\ \mathrm {W} }}\approx 18,000,000\ {\mbox{years}}}
電気化学ポテンシャル等の物理モデルからの推定値よりはかなり長いものの、数十億歳という地球の年齢と比べると、この値は明らかに短い。最終的には、核融合エネルギーがエネルギー放出と長い寿命の源となっていることが発見された。